# Gastón Castro
Gastón Edmundo Castro Makuc (Santiago de Chile, 23 augustus 1948) is een voormalig voetbalscheidsrechter uit Chili, die onder meer actief was op het WK voetbal 1982 in Spanje. Daar leidde hij de groepswedstrijd tussen Honduras en Joegoslavië, die eindigde in een 1-0-overwinning voor de Joegoslaven.
Castro baarde opzien bij de Olympische Spelen in Los Angeles (1984), waar hij elf gele kaarten en vier rode kaarten uitdeelde in de groepswedstrijden tussen Italië en Egypte (1-0). Castro was FIFA-scheidsrechter van 1977 tot 1993.

## Interlands
| Datum             | Wedstrijd              | Uitslag | Competitie        | Kreeg geel | Kreeg voor de tweede keer geel en dus rood | Weggestuurd |
| ----------------- | ---------------------- | ------- | ----------------- | ---------- | ------------------------------------------ | ----------- |
| 23 maart 1981     | Brazilië – Bolivia     | 3 – 1   | WK-kwalificatie   | ?          | ?                                          | ?           |
| 24 juni 1982      | Honduras – Joegoslavië | 0 – 1   | WK-eindronde      | 2          | 0                                          | 1           |
| 13 oktober 1983   | Paraguay – Brazilië    | 1 – 1   | Copa América      | ?          | ?                                          | ?           |
| 21 juni 1984      | Brazilië – Uruguay     | 1 – 0   | Vriendschappelijk | ?          | ?                                          | ?           |
| 29 juli 1984      | Italië – Egypte        | 1 – 0   | Olympische Spelen | 11         | ?                                          | 4           |
| 9 juni 1985       | Argentinië – Venezuela | 3 – 0   | WK-kwalificatie   | ?          | ?                                          | ?           |
| 16 juni 1985      | Paraguay – Brazilië    | 0 – 2   | WK-kwalificatie   | ?          | ?                                          | ?           |
| 1 juli 1987       | Colombia – Bolivia     | 2 – 0   | Copa América      | ?          | ?                                          | 4           |
| 17 september 1989 | Uruguay – Bolivia      | 2 – 0   | WK-kwalificatie   | ?          | ?                                          | ?           |
| 9 juli 1991       | Uruguay – Ecuador      | 1 – 1   | Copa América      | ?          | ?                                          | ?           |
| 13 juli 1991      | Ecuador – Bolivia      | 4 – 0   | Copa América      | ?          | ?                                          | ?           |